# Populous (videogioco)
Populous è un videogioco strategico in tempo reale del genere god game, nel quale il giocatore controlla l'evoluzione di un popolo primitivo in un mondo selvaggio e in competizione con un altro popolo, utilizzando i propri poteri divini. È stato sviluppato da Peter Molyneux e altri per la Bullfrog Productions e pubblicato dalla Electronic Arts, inizialmente nel 1989 per Amiga, Atari ST e MS-DOS, e poi convertito per molti altri computer e console. Viene a volte considerato il primo god game vero e proprio.

## Modalità di gioco
Il terreno si vede in assonometria isometrica dall'alto e si scorre usando le frecce direzionali. Accanto al riquadro del terreno è presente il quadro comandi, diviso per sezioni (popolazione, fuoco, aria, terra, acqua e vegetazione). Un libro aperto mostra una mappa di tutta l'area di gioco, con i vari personaggi e abitazioni segnati da pallini. Infine un anfiteatro rappresenta la percentuale delle due popolazioni.
Il giocatore assume il ruolo di una tra due divinità, una buona e una cattiva, e deve guidare il suo popolo con lo scopo di sterminare il popolo nemico, devoto alla divinità rivale (i due popoli si distinguono dai vestiti rossi o blu).
La divinità ha a disposizione una serie di abilità divise per elementi, le quali richiedono ciascuna un certo quantitativo di mana per essere messe in atto: il mana dipende da quanto grande e devota è la propria popolazione.
Una delle abilità che richiede meno mana è quella che permette di alzare e abbassare a piacimento l'altezza dei vari pezzi di terreno su cui vive il suo popolo. Andando avanti si acquisiscono poteri maggiori come la possibilità di creare terremoti e inondazioni.
I popolani costruiscono automaticamente delle abitazioni, la cui dimensione (da tenda, a capanna, a casetta, a mercato, a tempio fino al più grande castello) è proporzionale alla quantità di terreno pianeggiante disponibile attorno. In ciascuna abitazione possono vivere un determinato numero di popolani, simboleggiato dall'altezza della bandiera che vi sventola; quando è alta presto un individuo ne dovrà uscire e fondare un'altra casetta nel primo luogo disponibile. In abitazioni molto grandi come templi e castelli possono vivere molti individui, ma cliccandoci sopra col tasto destro del mouse si possono far fuoruscire, anche se la casa non è ancora piena; eccedendo in questa funzione i popolani muoiono appena escono.
Quando due popolani di credo diverso si incontrano iniziano una battaglia: la forza in combattimento dei popolani prodotti è direttamente proporzionale alla dimensione dell'abitazione da cui provengono. Ci sono anche altri metodi per sterminare la popolazione avversaria, ad esempio togliere il terreno da sotto i piedi agli avversari cercando di farli affogare.
Il giocatore deve bilanciare la produzione di grandi abitazioni e di numerosi popolani, anche se c'è anche un'opzione che permette di automatizzare questa funzione.
Esiste un leader, individuabile dal proprio simbolo (una sorta di sol invictus) sulla testa, mentre il leader nemico ha come simbolo una testa di Medusa. Quando muore il proprio leader si ha un crollo di mana; per creare un nuovo leader bisogna indire un pellegrinaggio.

## Espansioni

### The Promised Lands
Il primo di una prevista serie di Data Disk aggiuntivi, intitolato Populous: The Promised Lands, uscì a partire dal 1989 per Amiga, Atari ST, DOS, FM Towns, Sharp X68000 e TurboGrafx CD. Aggiunge cinque tipi di scenari: Bit Plains, Wild West, Blockland, Silly World, Révolution Française. L'originale più questa espansione vennero successivamente pubblicati insieme in una raccolta anche nota come Populous+ o Platinum Edition.

### The Final Frontier
Populous Data Disk 2: The Final Frontier è la seconda espansione, che uscì solo per Amiga e Atari ST nel 1989, come allegato alla rivista britannica The One. Aggiunge un solo tipo di scenario, Genesis.

### World Editor
Populous World Editor è un editor di livelli che uscì solo per Amiga nel 1991.

## Sviluppo
L'ideazione di Populous era già iniziata quando la casa produttrice Bullfrog Productions pubblicò il suo primo gioco, Fusion (1988).
Glenn Corpes, che era stato assunto dalla Bullfrog come grafico per la conversione Amiga di Druid II, ma sapeva anche programmare, tra una cosa e l'altra sviluppò un paesaggio 3D con altitudine variabile, ispirato in parte da Spindizzy. I confondatori dell'azienda Peter Molyneux e Les Edgar lo trovarono interessante e si cominciò a sperimentare.
In breve si pensò di popolare quel paesaggio di piccoli personaggi, detti peep, che ci vivessero agendo autonomamente. Il giocatore li avrebbe influenzati e guidati gestendo dinamicamente la forma del terreno.
Altri meccanismi vennero ideati e aggiunti in corso d'opera: la tendenza dei peep a espandersi costruendo case e altro quando trovano terreno adatto, la tematica di interpretare una divinità, l'obiettivo di sconfiggere un popolo avversario.
Il multigiocatore fu creato ben prima del giocatore singolo, e collaudato dagli sviluppatori collegando più macchine con cavo seriale.
Nel frattempo l'originalità e complessità del gioco non resero facile trovare un editore che lo pubblicasse. Ci riuscirono infine con la Electronic Arts, già editrice del loro Fusion, ma Molyneux descriverà poi il contratto come "piuttosto atroce": alla Bullfrog sarebbero andati un modesto anticipo e solo il 10% dei profitti, aumentati a 12% all'eventuale raggiungimento di ben un milione di copie vendute.

## Accoglienza
Populous fu un enorme successo, sia di critica, sia di vendite. Tra il 1989 e il 1997 si superarono i tre milioni di copie vendute, che lo resero uno dei maggiori successi della storia videoludica.
I giudizi delle riviste di settore furono molto buoni, specialmente nelle versioni Amiga e Atari ST (le medie dei voti storici per queste piattaforme sono intorno al 90%).
Ricevette molti riconoscimenti, tra cui gioco di strategia dell'anno da Computer Gaming World; gioco più originale ai Golden Joystick Awards 1990; miglior gioco per computer, migliore idea e miglior strategico del 1989 per Power Play.

## Videogiochi nella serie
- Populous (1989)
- Populous II: Trials of the Olympian Gods (1992)
- Populous: The Beginning (1998)